# Gos llop txecoslovac

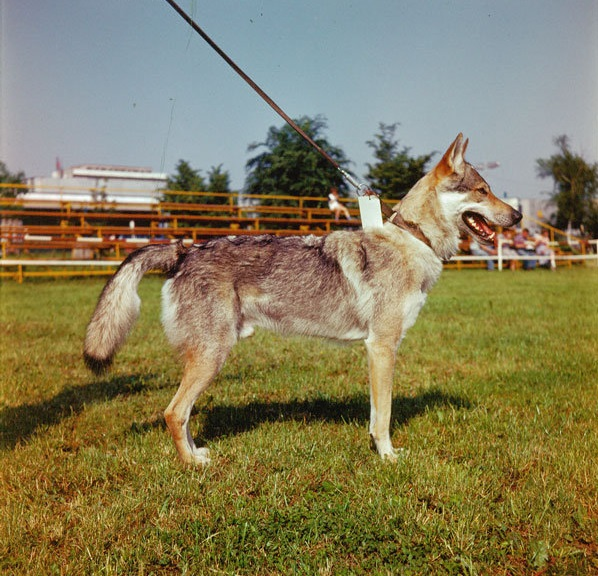
Gos llop txecoslovac

El gos llop txecoslovac és una raça de gos relativament nova. El llinatge original es remunta a un experiment portat a terme el 1955 a Txecoslovàquia. Després de fer un encreuament entre pastor alemany i llop europeu, es va elaborar un pla per a crear un híbrid entre un llop i un gos que té el temperament, la mentalitat de la llopada, i la capacitat d'entrenament del pastor alemany, i la força, la constitució física i la resistència dels llops europeus.

## Història
L'any 1955 es va dur a terme un experiment biològic a l'antiga Txecoslovàquia, encreuant el pastor alemany amb el llop dels Carpats (Karpatenwolf (alemany)). Els resultats van ser que tant la descendència de l'encreuada de gos amb lloba com de l'encreuada de gossa amb llop europeu (Canis lupus lupus) donaven exemplars que podien ser criats. Per a la continuació de la raça, la majoria dels cadells posseïen condicions genètiques favorables. L'any 1965, en acabar els experiments, es va iniciar el projecte de criança de la nova raça, que havia de barrejar les característiques útils del llop amb les característiques favorables del gos. L'any 1982, a proposta dels clubs criadors de la llavors anomenada Txecoslovàquia, es va reconèixer el gos llop txecoslovac com a raça nacional.

## Característiques
El gos llop txecoslovac és un gos de constitució forta, de mida més gran que mitjana, amb un marc quadrat. És semblant al llop en l'estructura corporal, en el moviment, en el pelatge, en el color del pèl i en la màscara. És un gos extremadament lleial.

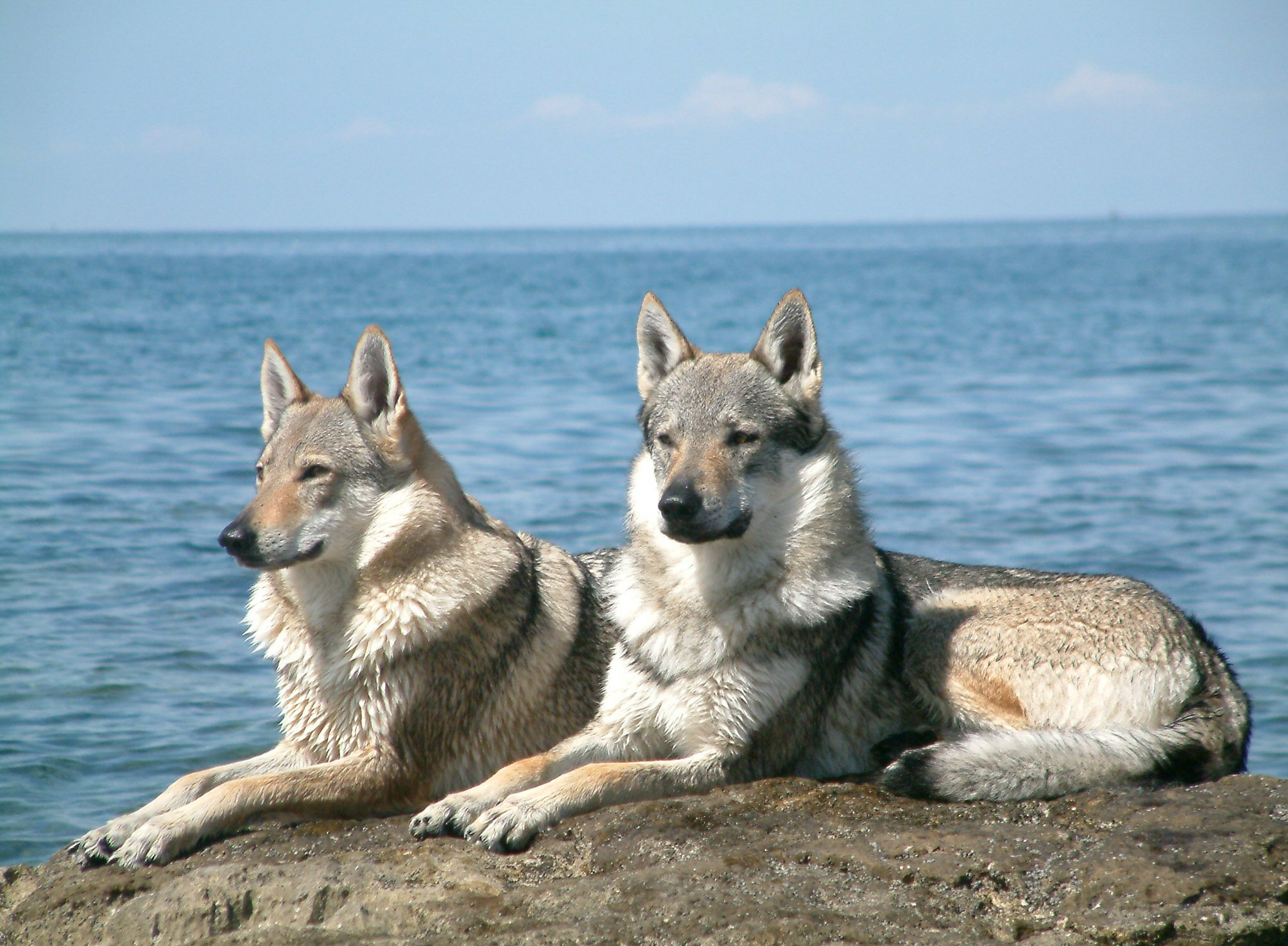
Gos llop txecoslovac
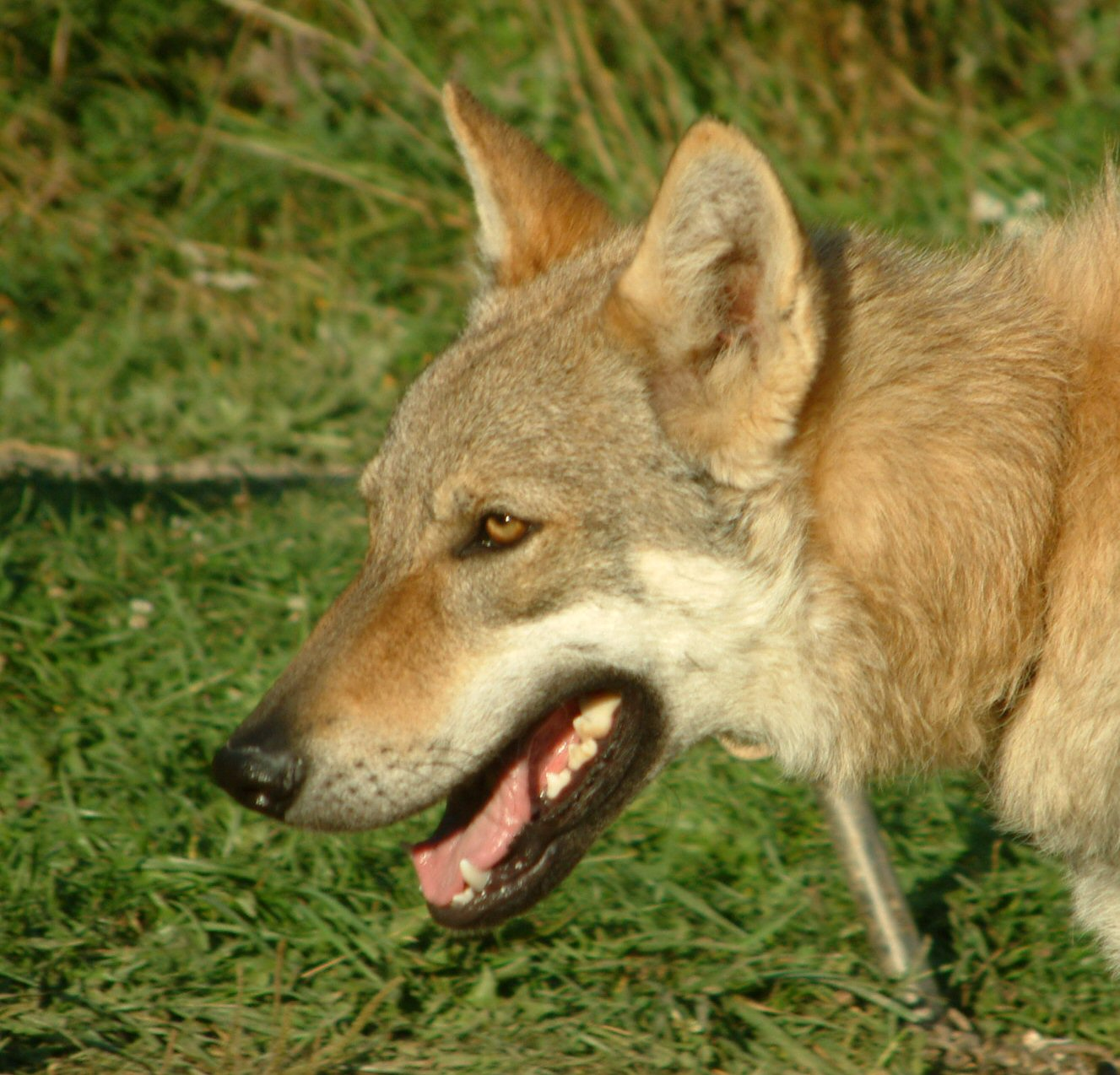
Gos llop txecoslovac